# Aire urbaine de Dax
L'aire urbaine de Dax est une aire urbaine française centrée sur l'unité urbaine de Dax. Composée de 31 communes, elle comptait 65 643 habitants en 2017.

## La notion d'aire urbaine
D'après l'INSEE, une aire urbaine est un ensemble de communes, composé de communes urbaines (faisant partie de l'agglomération) et de communes rurales (faisant partie de la couronne périurbaine). Pour qu'une commune soit membre d'une aire urbaine, il faut qu'au moins 40 % de ses habitants travaille dans le pôle urbain (l'agglomération) ou la ville-centre (ici, Dax).

## Caractéristiques
D'après la délimitation établie par l'INSEE en 2010, l'aire urbaine de Dax est composée de 31 communes, toutes situées dans les Landes.
Les pôles urbains sont l'unité urbaine de Dax (couramment : agglomération) de Dax qui est formée de 13 communes et l'unité urbaine de Pouillon formée de 5 communes, les 13 autres communes sont des communes monopolarisées.

### Caractéristiques en 1999
D'après la définition qu'en donnait l'INSEE, l'aire urbaine de Dax était composée de 25 communes, situées dans les Landes. Ses 49 219 habitants en 1999 faisait d'elle la 139e aire urbaine de France.

### Communes
Liste des 31 communes appartenant à l'aire urbaine de Dax selon la nouvelle délimitation de 2010 et sa population municipale en 2010 (liste établie par ordre alphabétique) :
| Nom                    | Code Insee | Statut | Superficie (km2) | Population (dernière pop. légale) | Densité (hab./km2) |
| ---------------------- | ---------- | ------ | ---------------- | --------------------------------- | ------------------ |
| Angoumé                | 40003      |        | 7,83             | 266 (2022)                        | 34                 |
| Bénesse-lès-Dax        | 40035      |        | 5,89             | 582 (2022)                        | 99                 |
| Candresse              | 40063      |        | 8,54             | 869 (2022)                        | 102                |
| Clermont               | 40084      |        | 15,02            | 742 (2022)                        | 49                 |
| Dax                    | 40088      |        | 19,7             | 21 716 (2022)                     | 1 102              |
| Estibeaux              | 40095      |        | 16,72            | 697 (2022)                        | 42                 |
| Gaas                   | 40101      |        | 9,13             | 471 (2022)                        | 52                 |
| Garrey                 | 40106      |        | 4,93             | 215 (2022)                        | 44                 |
| Goos                   | 40113      |        | 10,49            | 530 (2022)                        | 51                 |
| Gourbera               | 40114      |        | 27,73            | 364 (2022)                        | 13                 |
| Herm                   | 40123      |        | 52,08            | 1 189 (2022)                      | 23                 |
| Heugas                 | 40125      |        | 18,79            | 1 395 (2022)                      | 74                 |
| Hinx                   | 40126      |        | 15,51            | 1 909 (2022)                      | 123                |
| Mées                   | 40179      |        | 15,11            | 1 970 (2022)                      | 130                |
| Mimbaste               | 40183      |        | 20,6             | 992 (2022)                        | 48                 |
| Misson                 | 40186      |        | 14,69            | 834 (2022)                        | 57                 |
| Narrosse               | 40202      |        | 10,53            | 3 331 (2022)                      | 316                |
| Oeyreluy               | 40207      |        | 5,72             | 1 498 (2022)                      | 262                |
| Ozourt                 | 40216      |        | 3,97             | 198 (2022)                        | 50                 |
| Pouillon               | 40233      |        | 49,74            | 3 151 (2022)                      | 63                 |
| Rivière-Saas-et-Gourby | 40244      |        | 27,37            | 1 425 (2022)                      | 52                 |
| Saint-Pandelon         | 40277      |        | 9,18             | 728 (2022)                        | 79                 |
| Saint-Paul-lès-Dax     | 40279      |        | 58,45            | 14 114 (2022)                     | 241                |
| Saint-Vincent-de-Paul  | 40283      |        | 32,37            | 3 384 (2022)                      | 105                |
| Saugnac-et-Cambran     | 40294      |        | 13,28            | 1 568 (2022)                      | 118                |
| Seyresse               | 40300      |        | 2,23             | 1 022 (2022)                      | 458                |
| Siest                  | 40301      |        | 2,91             | 137 (2022)                        | 47                 |
| Sort-en-Chalosse       | 40308      |        | 15,39            | 887 (2022)                        | 58                 |
| Tercis-les-Bains       | 40314      |        | 10,19            | 1 331 (2022)                      | 131                |
| Téthieu                | 40315      |        | 11,03            | 763 (2022)                        | 69                 |
| Yzosse                 | 40334      |        | 5,32             | 384 (2022)                        | 72                 |

## Évolution démographique
L'évolution démographique ci-dessous concerne l'aire urbaine de Dax délimitée selon le périmètre de 2010.
| 1968   | 1975   | 1982   | 1990   | 1999   | 2006   | 2011   | 2016   | 2017   |
| ------ | ------ | ------ | ------ | ------ | ------ | ------ | ------ | ------ |
| 43 156 | 45 897 | 48 225 | 51 686 | 54 362 | 60 742 | 63 634 | 65 460 | 65 643 |

Histogramme

(élaboration graphique par Wikipédia)